# 河口镇 (大悟县)
河口镇，是中华人民共和国湖北省孝感市大悟县下辖的一个乡镇级行政单位。

## 行政区划
河口镇下辖以下地区：
河口第一社区、河口第二社区、河口第三社区、河口第四社区、河口村、花园村、烟墩村、石盘村、上榨村、邱岗村、陈楼村、金墩村、西山村、顺山村和群建村。